# 1552 en philosophie
Chronologie de la philosophie
- 1548
- 1549
- 1550
- 1551
- 1552
- 1553
- 1554
- 1555
- 1556

L’année 1552 a été marquée, en philosophie, par les événements suivants :

## Décès
- 9 avril à Bologne : Leandro Alberti (né le 12 décembre 1479 à Bologne), religieux dominicain, un philosophe, un historien et un théologien italien du XVIe siècle, qui fut provincial de son ordre.